# سوپر جام فوتبال ایران ۱۳۹۵
سوپر جام فوتبال ایران ۱۳۹۵ دومین دورهٔ مسابقهٔ سوپر جام فوتبال ایران بود که بین قهرمان لیگ برتر ۹۵–۱۳۹۴ و قهرمان جام حذفی ۹۵–۱۳۹۴ توسط فدراسیون فوتبال ایران برگزار شد.
تیم ذوب آهن اصفهان برای اولین بار قهرمان این دوره از رقابت‌ها شد.

## باشگاه‌ها
| تیم             | عنوان                                | دیدارهای پیشین (اعداد پررنگ نشان دهنده قهرمانی) |
| --------------- | ------------------------------------ | ----------------------------------------------- |
| ذوب آهن اصفهان  | قهرمان جام حذفی فوتبال ایران ۹۵–۱۳۹۴ | بدون حضور                                       |
| استقلال خوزستان | قهرمان لیگ برتر فوتبال ایران ۹۵–۱۳۹۴ | بدون حضور                                       |

## اطلاعات بازی
| ذوب آهن اصفهان                                              | ۲-۴ (و.ا.) | استقلال خوزستان                |
| ----------------------------------------------------------- | ---------- | ------------------------------ |
| تبریزی ۶۸' · فیضی ۷۴' · مهدی‌پور ۹۴' (پنالتی)، ۱۱۵' (پنالتی) |            | دورقی ۴۳' (پنالتی) · زهیوی ۵۲' |

## قهرمان
| قهرمان سوپر جام ایران ۱۳۹۵ |
| -------------------------- |
| ذوب آهن اصفهان             |
| اولین قهرمانی              |